# Barmen (Wuppertal)
Barmen is een stadsdeel (Stadtbezirk) van de Duitse stad Wuppertal. Tot 1929 was Barmen een zelfstandige stad. Ten tijde van de vereniging tot de nieuwe stad Wuppertal van Barmen, Elberfeld en andere gemeenten telde Barmen 191.000 inwoners.

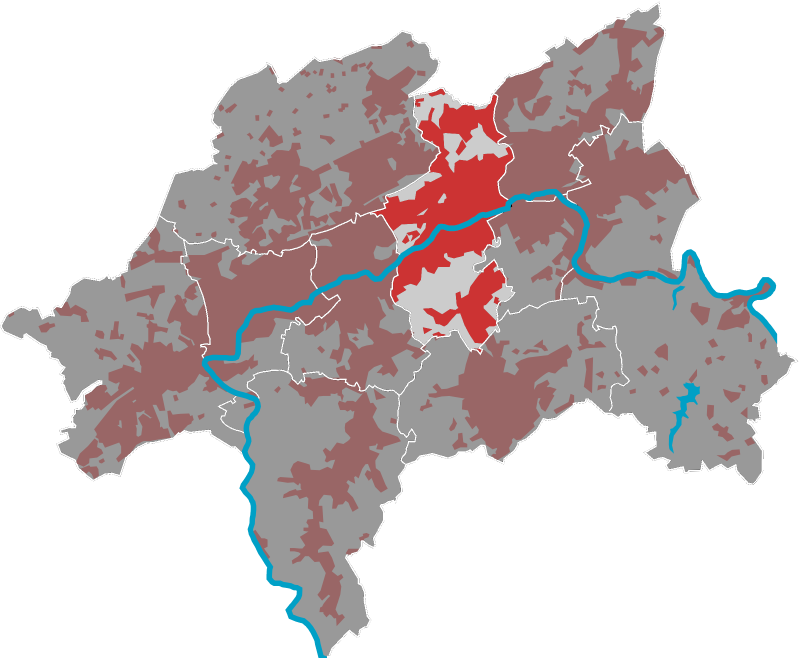
Locatie stadsdeel Barmen in gemeente Wuppertal

## Geschiedenis
De oudste vermelding van de naam Barmen ("Barmon") stamt uit een akte uit 1070. Aan het begin van de 18e eeuw telde Barmen 2000 inwoners. In de 19e eeuw maakte Barmen als Manchester van Duitsland een grote bloei door als textielstad. Daarnaast werd in 1863 de firma Bayer hier gesticht.
In 1934 gaven Lutherse voorgangers als protest tegen het nationaalsocialisme de Verklaring van Barmen uit. Deze verklaring, de Barmer Thesen, is de basis van de Bekennende Kirche.

## Geboren in Barmen
- Friedrich Engels (1820-1895), filosoof en grondlegger van het marxisme
- Julius Richard Petri (1852-1921), bacterioloog
- Wilhelm Dörpfeld (1853-1940), archeoloog en architect
- Adeline Rittershaus (1867-1924), Duits-Zwitserse taalkundige en hooglerares
- Ferdinand Sauerbruch (1875-1951), Duits chirurg en grondlegger van de thoraxchirurgie
- Ilse Steppat (1917-1969), actrice
- Hans Günter Winkler (1926-2018), springruiter